# Howard (Pensilvânia)
Howard é um distrito localizado no estado norte-americano de Pensilvânia, no Condado de Centre.

## Demografia
Segundo o censo norte-americano de 2000, a sua população era de 699 habitantes.
Em 2006, foi estimada uma população de 662, um decréscimo de 37 (-5.3%).

## Geografia
De acordo com o United States Census Bureau tem uma área de
0,9 km², dos quais 0,9 km² cobertos por terra e 0,0 km² cobertos por água. Howard localiza-se a aproximadamente 253 m acima do nível do mar.

## Localidades na vizinhança
O diagrama seguinte representa as localidades num raio de 16 km ao redor de Howard.